# سرن گیبسن
سرن گیبسن (انگلیسی: Seren Gibson؛ زاده ۱۶ ژانویهٔ ۱۹۸۸) یک مانکن اهل کشور ولز است.